# Clostridium innocuum
Clostridium innocuum è una specie di batterio appartenente alla famiglia delle Clostridiaceae.